# Кіліоара
Кіліоара (рум. Chilioara) — село у повіті Селаж в Румунії. Входить до складу комуни Кошею.
Село розташоване на відстані 399 км на північний захід від Бухареста, 16 км на північ від Залеу, 75 км на північний захід від Клуж-Напоки.

## Населення
За даними перепису населення 2002 року у селі проживали 368 осіб. Рідною мовою 366 осіб (99,5%) назвали румунську.
Національний склад населення села:
| Національність | Кількість осіб | Відсоток |
| -------------- | -------------- | -------- |
| румуни         | 338            | 91,8%    |
| цигани         | 28             | 7,6%     |